# Cronicó dels Usatges
El Cronicó dels Cronicó dels Usatges és un cronicó de la sèrie de Cronicons Barcinonenses, escrits en la seva majoria en llatí, i que començaren a ser redactats entre el 1149 i el 1153 a l'empara de les gestes militars de Ramon Berenguer IV de Barcelona, Príncep d'Aragó i Comte de Barcelona. Aquest fou redactat aproximadament el 1239, i narra els fets des de la caiguda de Barcelona a les mans d'Almansur l'any 985, fins al 1239.